# Малечкинское сельское поселение
Малечкинское сельское поселение — сельское поселение в составе Череповецкого района Вологодской области.
Центр — посёлок Малечкино.
Образовано 1 января 2006 года в соответствии с Федеральным законом № 131 «Об общих принципах организации местного самоуправления в Российской Федерации».
В состав сельского поселения вошёл Малечкинский сельсовет.
По данным переписи 2010 года население — 2246 человек.

## Расположение
Расположено в северной части района. Граничит:
- на западе с Абакановским сельским поселением,
- на востоке с Яргомжским сельским поселением,
- на юге с Тоншаловским сельским поселением.

По южной границе поселения проходит региональная автотрасса А114, по территории протекает река Кошта.

## Населённые пункты
В 1999 году был утверждён список населённых пунктов Вологодской области. С тех пор состав Малечкинского сельсовета не менялся.
В состав сельского поселения входят 11 населённых пунктов, в том числе
10 деревень,
1 посёлок.
| Населённый пункт   | ОКАТО          | Рег. номер | Расстояние до районного центра, км | Расстояние до центра поселения, км | Координаты                      |
| ------------------ | -------------- | ---------- | ---------------------------------- | ---------------------------------- | ------------------------------- |
| деревня Афонино    | 19 256 832 002 | 7653       | 21                                 | 1                                  | 59°13′24″ с. ш. 37°50′20″ в. д. |
| деревня Дементьево | 19 256 832 003 | 7654       | 20                                 | 1                                  | 59°12′57″ с. ш. 37°53′31″ в. д. |
| деревня Заякошье   | 19 256 832 004 | 7655       | 21                                 | 2                                  | 59°12′57″ с. ш. 37°54′17″ в. д. |
| деревня Киселево   | 19 256 832 005 | 7656       | 27                                 | 8                                  | 59°15′24″ с. ш. 37°49′29″ в. д. |
| деревня Климово    | 19 256 832 006 | 7657       | 28                                 | 9                                  | 59°14′57″ с. ш. 37°48′41″ в. д. |
| деревня Кошта      | 19 256 832 011 | 7658       | 27                                 | 7                                  | 59°12′10″ с. ш. 37°47′00″ в. д. |
| деревня Курилово   | 19 256 832 007 | 7659       | 21                                 | 1                                  | 59°13′19″ с. ш. 37°52′21″ в. д. |
| деревня Леонтьево  | 19 256 832 008 | 7660       | 26                                 | 7                                  | 59°15′06″ с. ш. 37°50′43″ в. д. |
| посёлок Малечкино  | 19 256 832 001 | 7652       | 20                                 | —                                  | 59°12′48″ с. ш. 37°51′53″ в. д. |
| деревня Парфеново  | 19 256 832 009 | 7661       | 25                                 | 6                                  | 59°14′59″ с. ш. 37°51′34″ в. д. |
| деревня Старина    | 19 256 832 010 | 7662       | 29                                 | 10                                 | 59°15′22″ с. ш. 37°48′44″ в. д. |